# Dolichotis salinicola
Dolichotis salinicola é uma espécie de roedor da família Caviidae.
Pode ser encontrada no Paraguai, Bolívia e Argentina.